# Прапор Тульчина
Пра́пор Тульчина затверджений в 2007 році рішенням сесії Тульчинської міської ради.

## Опис
У центрі прямокутного блакитного полотнища з співвідношенням сторін 2:3 три жовтих хлібних снопи. Уздовж країв полотнища проходить вузька жовта облямівка в 1/80 ширини прапора.